# Urânio-233
O Urânio-233 é um isótopo do urânio, físsil, ele faz parte do ciclo de combustível do tório que tem sido usado em reatores nucleares  (ver: Reator de tório).
Nos reatores nucleares ele é produzido quando o tório-232 absorve um nêutron e torna-se tório-233, este que tem uma meia-vida de apenas 22 minutos. O Tório-233 decai em Protactínio-233 por decaimento beta. o Protactínio-233 tem uma meia-vida de 27 dias e decai em beta urânio-233.
A fissão de um átomo de urânio-233 gera 197,9 MeV, este átomo as vezes retem um nêutron e se torna urânio-234, embora essa taxa de não-fissão é menor que combustíveis nucleares mais comuns como o U-235, Pu-239 e Pu-241.
A meia-vida do U-233 é de 160.000 anos.
| Fonte                                                                                      | media de energia liberada (MeV) |
| ------------------------------------------------------------------------------------------ | ------------------------------- |
| Energia liberada instantâneamente                                                          |                                 |
| Energia cinética dos fragmentos da fissão                                                  | 168.2                           |
| Energia cinética dos nêutrons                                                              | 4.9                             |
| Energia portada por raios gama                                                             | 7.7                             |
| Energia da decomposição de produtos da fissão                                              |                                 |
| Energia das partículas β−                                                                  | 5.2                             |
| Energia dos antineutrinos                                                                  | 6.9                             |
| Energia de raios-y adiados                                                                 | 5.0                             |
| Soma                                                                                       | 197.9                           |
| Energia liberada quando nêutrons liberados na fissão são capturados por átomos não físseis | 9.1                             |
| Energia convertida em calor dentro de um reator nuclear                                    | 200.1                           |